# 디지털 라디오
디지털 라디오(digital radio)는 오늘날 일반적으로 유레카 147로도 알려져 있는 디지털 오디오 방송(DAB) 시스템 따위의 디지털 라디오 방송 기술을 가리키는 용어이다. 더 오래된, 광의로서의 디지털 라디오는 통신 공학에서 마이크로파나 라디오 주파수 통신 표준과 같은 무선 디지털 전송 기술을 가리킨다. 또 다른 정의로는 디지털 신호 처리에 기반한 라디오 송수신기의 기능을 가리키지만 FM 라디오와 같은 아날로그 라디오 전송 표준의 송수신 기능도 제공할 수 있다.

## 국가별 현황

### 대한민국
2005년 12월 1일 대한민국은 텔레비전과 라디오 기지국을 포함한 지상파DMB 서비스를 시작하였다. 지상파 DMB는 ETSI가 출시한 규격을 포함한 DAB의 파생판이다. 2005년에 한 달에만 110,000개 이상의 수신기들이 판매되었다.2023년 3월 26일 윤석열 정부가 DMB 라디오 HD를 추진 했다

### 일본
일본은 ISDB-Tsb와 MobaHO! 2.6 GHz 위성 사운드 디지털 방송을 이용하여 지상파 소리 방송을 시작하였다.

## 같이 보기
- 디지털 라디오 수신기 프로파일